# Большие глаза
«Больши́е глаза́» (англ. Big Eyes) — американская биографическая кинодрама режиссёра Тима Бёртона. 
Премьера фильма состоялась 15 декабря 2014 года в Нью-Йорке.

## Сюжет
В 1958 году художница Маргарет Ульбрих уходит от мужа вместе с дочерью Джейн и уезжает на Норт-Бич. Чтобы содержать себя и дочь, она устраивается на работу иллюстратором на мебельной фабрике. Однажды на улице она знакомится с художником Уолтером Кином, который рисует парижские уличные пейзажи и самостоятельно их продаёт. Вскоре они заводят отношения, а затем и женятся.
Однажды Уолтер идёт в популярный джаз-клуб «Голодный я» и пытается убедить хозяина выставить у себя их с Маргарет картины. Хозяин соглашается только на работы Уолтера, и тот пользуется, выставив со своими картинами пару картин Маргарет под видом своих. Одну посетительницу привлекает одна из картин Маргарет, и она её покупает. Хотя Маргарет впоследствии обижается на мужа, что он присвоил себе авторство, он уверяет её, что ничего плохого в этом нет. Тем не менее, Маргарет также начинает рисовать дополнительные картины в другой стилистике, чтобы хоть немного заявить о себе и иметь возможность независимо выставляться.
Вскоре Уолтер начинает продавать все картины Маргарет как свои, а по мере роста популярности начинает также распространять репродукции на самых разных носителях, благодаря чему семья богатеет и в итоге приобретает собственный шикарный дом. Однако отношение Уолтера к жене начинает становиться эксплуатационным, так как у него развилась одержимость репутацией и славой. Маргарет же расстроена, что вынуждена скрывать правду от Джейн.
В один из дней Маргарет приходит к Уолтеру в студию и видит там посылку, в которой оказываются новые картины с уличными пейзажами, но они все подписаны именем S Cenic. Что-то заподозрив, Маргарет срезает с одной из картин Уолтера краску с его подписью и обнаруживает под ней ту же подпись S Cenic. И Маргарет осознаёт, что Уолтер мошенник. Пришедший Уолтер не решается притворяться и сознаётся жене, что на самом деле он совсем не умеет рисовать, но его детская мечта быть художником оказалась сильнее этого, и поэтому он стал плагиатчиком.
В 1964 году, узнав о крупной международной выставке картин в Нью-Йорке, Уолтер уговаривает Маргарет нарисовать огромную картину для этого мероприятия. Маргарет пытается отказаться, но Уолтер внезапно начинает угрожать ей смертью, и она нехотя соглашается. Однако размер картины отнимает у неё много сил, и ближе к вечеру она засыпает, закончив примерно 80%. И в этом виде её застаёт Джейн. Маргарет в панике пытается объясниться, но Джейн говорит матери, что давно уже обо всём догадалась. Маргарет обнимает дочь.
Наступает день выставки. Поначалу всё идёт гладко, но внезапно крупный художественный критик Джон Кэнэдэй (который также выступает в фильме рассказчиком) пишет о картине издевательский отзыв. В результате позже Уолтер устраивает с ним конфликт на публичном мероприятии, а вечером, немного напившись дома, начинает кидаться в Маргарет и Джейн горящими спичками. Те в панике прячутся в студии, но в результате Уолтер едва не поджигает дом. Поняв, что момент настал, Маргарет и Джейн уезжают, ничего не взяв.
Проходит год. Маргарет и Джейн осели в Гонолулу и вполне счастливы. Однажды до них дозванивается Уолтер; Маргарет требует развода, но он согласен только в том случае, если она отдаст ему авторские права на все картины и создаст сотню новых. Она нехотя соглашается. Вскоре после этого звонка к ней приходят две женщины из движения Свидетелей Иеговы, и разговор с ними наводит Маргарет на определённые мысли. Вскоре она присылает Уолтеру новые картины, но они подписаны как MDH KEANE (инициалы Маргарет), что приводит Уолтера в ужас. А в конце того же дня Маргарет даёт интервью на местном радио, в котором разоблачает Уолтера.
Новость становится национальной сенсацией. Уолтер приходит в шок и сразу начинает кампанию по дискредитации Маргарет. Тогда та подаёт на него и поддержавшую его газету в суд за диффамацию. Иск против газеты судья быстро отклоняет, заметив, что интервью Маргарет только сыграло Уолтеру на руку, и в результате адвокат газеты сразу покидает суд, вынудив Уолтера защищать себя самостоятельно. Это превращает процесс в откровенный фарс, особенно когда он устраивает допрос самого себя в статусе свидетеля. Сытый по горло судья приходит к выводу, что всё решить можно только одним способом: велит Маргарет и Уолтеру нарисовать новые картины прямо в суде за один час. Уолтер приходит в ужас, но возразить не в силах. В результате он весь час сидит без действия у мольберта, сославшись на боль в руке, а Маргарет за 53 минуты создаёт новую картину. Все убеждаются в правде, и Маргарет получает заслуженное признание и впервые даёт автограф на репродукцию одной из своих картин.
Во время титров сообщается дальнейшая судьба героев: Маргарет прожила на Гавайях 25 лет, пока в 1991 не вернулась в Лос-Анджелес и не открыла там собственную галерею; Уолтер же до конца жизни продолжал отрицать её авторство и присваивать его себе, но так и не создал ни одной картины, в итоге умерев в нищете в 2000 году.

## В ролях
| Актёр            | Роль                    |
| ---------------- | ----------------------- |
| Эми Адамс        | Маргарет Кин            |
| Кристоф Вальц    | Уолтер Кин              |
| Кристен Риттер   | ДиЭнн, подруга Маргарет |
| Теренс Стэмп     | Джон Канадей            |
| Джейсон Шварцман | Робен                   |
| Дэнни Хьюстон    | Дик Нолан               |

## Создание
Первоначально на главные роли были приглашены Риз Уизерспун и Райан Рейнольдс.
Сценаристы фильма Ларри Карезюски и Скотт Александер ранее работали с Тимом Бёртоном над его лентой «Эд Вуд». Первоначально предполагалось, что Бёртон будет только продюсировать новый фильм, а режиссёрами станут сами сценаристы, но весной 2013 года было сообщено, что Бёртон выступает и в качестве режиссёра.

## Критика
Фильм получил преимущественно положительные отзывы. На сайте Rotten Tomatoes фильм получил рейтинг 70 % на основе 141 рецензии со средним баллом 6,6 из 10.

## Награды
| Награды и номинации | Награды и номинации                        | Награды и номинации               | Награды и номинации | Награды и номинации |
| Награда             | Категория                                  | Номинант                          | Результат           |                     |
| ------------------- | ------------------------------------------ | --------------------------------- | ------------------- | ------------------- |
| «Золотой глобус»    | «Лучшая мужская роль — комедия или мюзикл» | Кристоф Вальц                     | Номинация           |                     |
| «Золотой глобус»    | «Лучшая женская роль — комедия или мюзикл» | Эми Адамс                         | Победа              |                     |
| «Золотой глобус»    | «Лучшая песня»                             | Лана Дель Рей («For Big Eyes»)    | Номинация           |                     |
| «Выбор критиков»    | «Лучшая песня»                             | Лана Дель Рей («For Big Eyes»)    | Номинация           |                     |
| BAFTA               | «Лучшая женская роль»                      | Эми Адамс                         | Номинация           |                     |
| BAFTA               | «Лучшая работа художника-постановщика»     | Рик Хейнрикс, Шейн Во             | Номинация           |                     |
| «Независимый дух»   | Лучший сценарий                            | Скотт Александр и Ларри Карезюски | Номинация           |                     |

## Саундтрек
| №   | Название            | Продюсеры                   | Длительность |
| --- | ------------------- | --------------------------- | ------------ |
| 1.  | «Big Eyes»          | Лана Дель Рей               | 4:41         |
| 2.  | «Bludan»            | Cast of Big Eyes            | 3:15         |
| 3.  | «Doxy»              | Miles Davis & Sonny Rollins | 4:55         |
| 4.  | «Hey Now»           | The Red Garland Trio        | 3:41         |
| 5.  | «Tropicville»       | Cast of Big Eyes            | 3:10         |
| 6.  | «Rik-A-Tik»         | The Lively Ones             | 3:02         |
| 7.  | «A Minor Goof»      | Cal Tjader                  | 3:54         |
| 8.  | «I Can Fly»         | Lana Del Rey                | 5:48         |
| 9.  | «Opening»           | Danny Elfman                | 3:59         |
| 10. | «Who's the Artist?» | Danny Elfman                | 2:56         |
| 11. | «Margaret»          | Danny Elfman                | 3:03         |
| 12. | «Walter»            | Danny Elfman                | 4:49         |
| 13. | «Victory»           | Danny Elfman                | 4:59         |
| 14. | «End Credits»       | Danny Elfman                | 1:12         |